# Koumba Larroque
Pour les articles homonymes, voir Larroque.
Koumba Larroque est une lutteuse française née le 22 août 1998 à Arpajon (Essonne). Elle est vice-championne du monde à 20 ans.

## Carrière
Née à Arpajon,, elle commence ce sport à l’âge de 9 ans à Sainte-Geneviève-des-Bois (Essonne), son premier club, avant de le poursuivre à partir de mai 2017 au Bagnolet Lutte 93 (Seine-Saint-Denis) avec son entraîneur en équipe de France, Nodar Bokhashvili : « Je m’y suis mise parce qu’avec ma mère, on allait chercher mes deux grands frères après l’entraînement. Mon jeune frère et ma jeune sœur s’y sont collés aussi après moi, mais entre-temps, tout le monde a arrêté, sauf moi. »
Koumba Larroque remporte la médaille de bronze dans la catégorie des moins de 60 kg aux Jeux olympiques de la jeunesse d'été de 2014 à Nankin.
Elle est sacrée championne d’Europe et du monde cadette en 2015, puis championne d’Europe et du monde junior en 2016, et championne d'Europe et du monde des moins de 23 ans dans la catégorie des moins de 69 kg en 2017,.
Elle est médaillée de bronze dans la catégorie des moins de 69 kg aux Championnats d'Europe de lutte 2017 à Novi Sad, défaite seulement de justesse dans son premier combat face à la championne olympique en titre, la Japonaise Sara Doshō.
Elle reçoit la médaille de bronze dans la catégorie des moins de 69 kg aux Championnats du monde 2017,.
Elle s’entraîne à l’INSEP de Vincennes, mais étudie aussi à l’école de kinésithérapie de Saint-Maurice. Elle bénéficie du dispositif de soutien aux athlètes de haut niveau de la RATP.
Aux Championnats de France de janvier 2018 à Schiltigheim, à seulement 19 ans, elle se présentait cette fois en catégorie des moins de 76 kg au lieu des moins de 68 kg, son poids de forme habituel mais elle domine en finale 6 à 0 Cynthia Vescan (CMAS Aulnay), qui avait pourtant participé déjà à deux olympiades.
Elle remporte aux Championnats d'Europe de lutte 2018 la médaille d'argent en moins de 68 kg.
En septembre 2018, elle est sacrée pour la deuxième fois de sa carrière championne du monde junior en 2018 à Trnava (Slovaquie), en catégorie moins de 72 kg. Elle bat la Russe Evgeniia Zakharchenko (6-0) en finale. Elle dispute les Mondiaux seniors dans la catégorie -68 kg le 24 octobre à Budapest où elle atteint la finale et repart avec une médaille d'argent, après avoir été difficilement battue par l'Ukrainienne Alla Cherkasova. Durant ce combat, elle est blessée au genou droit, au niveau du ménisque.
Après s’être remise de cette grave blessure, elle décroche en mars 2021 sa qualification pour les JO de Tokyo dans la catégorie des moins de 68 kilos et en avril le titre de championne d'Europe des moins de 68 kg avec une victoire en finale contre la russe Khanum Velieva. Au premier tour des J.O. des -68 kg, alors qu'elle menait 3-0 face à la Mongole Soronzonboldyn Battsetseg jusqu’à 30 secondes de la fin, elle a été battue par tombé (4-3).
En novembre 2021, elle s'impose en finale du championnat du monde des moins de 23 ans à Belgrade 3 à 0 face à la Russe Vusala Parfianovich dans la catégorie des moins de 68 kg.
Elle est médaillée de bronze dans la catégorie des moins de 65 kg des Championnats du monde de lutte 2022 à Belgrade.
Aux Championnats d'Europe de lutte 2023 à Zagreb, elle est médaillée de bronze dans la catégorie des moins de 68 kg. Dans cette catégorie, elle est également médaillée de bronze lors des Championnats du monde 2023 à Belgrade, ce qui lui permet d'obtenir sa qualification pour les Jeux olympiques de 2024.

## Palmarès

### Championnats du monde
- Médaille d'argent dans la catégorie des moins de 68 kg en 2018
- Médaille de bronze dans la catégorie des moins de 69 kg en 2017
- Médaille de bronze dans la catégorie des moins de 65 kg en 2022
- Médaille de bronze dans la catégorie des moins de 68 kg en 2023

### Championnats d'Europe
- Médaille d'or dans la catégorie des moins de 68 kg en 2021
- Médaille d'argent dans la catégorie des moins de 68 kg en 2018
- Médaille de bronze dans la catégorie des moins de 69 kg en 2017
- Médaille de bronze dans la catégorie des moins de 68 kg en 2023

### Championnats du monde militaires
- Médaille d'or dans la catégorie des moins de 72 kg en 2018

### Championnats du monde des moins de 23 ans
- Médaille d'or dans la catégorie des moins de 68 kg en 2021[20]
- Médaille d'or dans la catégorie des moins de 69 kg en 2017

### Championnats d'Europe des moins de 23 ans
- Médaille d'or dans la catégorie des moins de 72 kg en 2018

### Jeux olympiques de la jeunesse
- Médaille de bronze dans la catégorie des moins de 60 kg en 2014

### Championnats du monde juniors
- Médaille d'or dans la catégorie des moins de 72 kg en 2018
- Médaille d'or dans la catégorie des moins de 67 kg en 2016

### Championnats d'Europe juniors
- Médaille d'or dans la catégorie des moins de 72 kg en 2017
- Médaille d'or dans la catégorie des moins de 67 kg en 2016

### Championnats du monde cadets
- Médaille d'or dans la catégorie des moins de 65 kg en 2015
- Médaille d'argent dans la catégorie des moins de 60 kg en 2014

### Championnats d'Europe cadets
- Médaille d'or dans la catégorie des moins de 65 kg en 2015
- Médaille d'argent dans la catégorie des moins de 60 kg en 2014

## Hommage
En 2019, elle est désignée marraine du deuxième tunnelier du prolongement au Sud de la ligne 14 qui s'inscrit dans le projet du Grand Paris. Le tunnelier a été nommé Koumba, d'après le prénom de sa nouvelle marraine.